# フランツ・カール・ザルヴァトール・フォン・エスターライヒ＝トスカーナ
フランツ・カール・ザルヴァトール・フォン・エスターライヒ＝トスカーナ（ドイツ語: Erzherzog Franz Karl Salvator von Österreich-Toskana, 1893年2月17日 - 1918年12月10日 ヴァルゼー）は、オーストリア帝室の分家ハプスブルク＝トスカーナ家出身の大公（Erzherzog）、軍人。父方ではレオポルド2世の曾孫、母方ではオーストリア皇帝フランツ・ヨーゼフ1世の外孫にあたる。

## 生涯

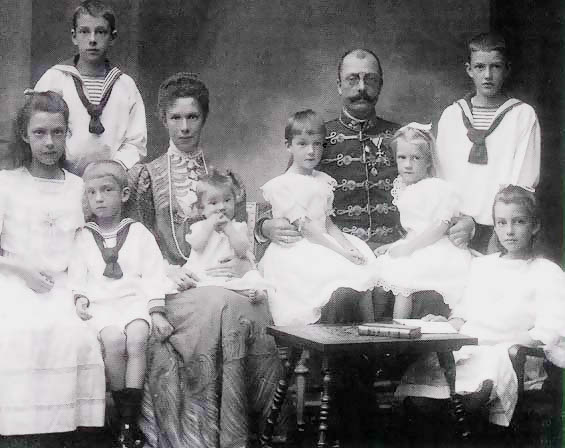
フランツ・カール・ザルヴァトール（左から2番目のセーラー服の少年）と家族、1905年頃

フランツ・ザルヴァトール大公と、その妻で皇帝フランツ・ヨーゼフ1世の末娘マリー・ヴァレリー大公女の間の第2子、長男としてヴェルスのリヒテネッグ城で生まれた。全名は、フランツ・カール・ザルヴァトール・マリー・ヨーゼフ・イグナーツ（Franz Karl Salvator Marie Joseph Ignaz）。1903年より、姉のエラと一緒にウィーンのショッテン中等教育学校に特別講義生として通学した。さらに陸軍士官学校に入学・卒業後、陸軍中尉に任官する。1915年より第1次世界大戦に従軍し、東部戦線でロシア軍、セルビア軍、ルーマニア軍と戦った。大戦が終結し二重帝国が崩壊した直後に病に倒れ、独身のまま25歳で死去した。

## 引用
1. ↑  Gymnasial-Chronik - In: Jahresbericht Schottengymnasium Wien, Jahrgang 1904, S. 44 oben.